# ジャン＝マルク・ナティエ
ジャン=マルク・ナティエ（Jean-Marc Nattier, 1685年3月17日 - 1766年11月7日）は、フランスの画家。ルイ15世時代のフランスで肖像画家として一世を風靡した。

## 生涯
肖像画家マルク・ナティエの子としてパリに生まれる。父親と叔父のジャン・ジュヴネから学ぶ。1718年には王立絵画・彫刻アカデミーに入会が認められる。優美にして繊細なタッチで、当時流行の神話の人物に扮したモデルを描く作品が多かった。
代表作に『フランスの王女たち』四部作（エリザベート、アンリエット、アデライード、ヴィクトワールのルイ15世の娘4人を地・水・風・火のモチーフで描いたもの）、『マリ＝アンリエット＝ベルトレ・ド・プルヌフ夫人の肖像』（国立西洋美術館所蔵）、『ディアナに扮したポンパドゥール夫人』などがある。

## ギャラリー

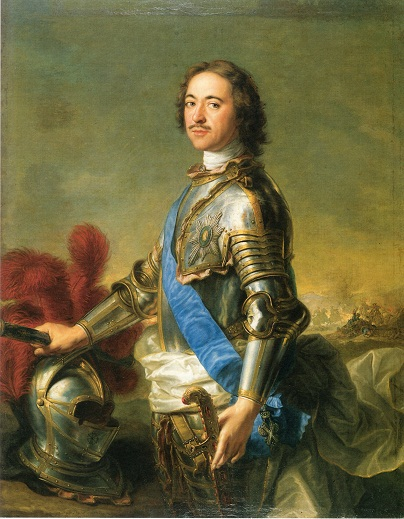
『ピョートル1世』(1717)
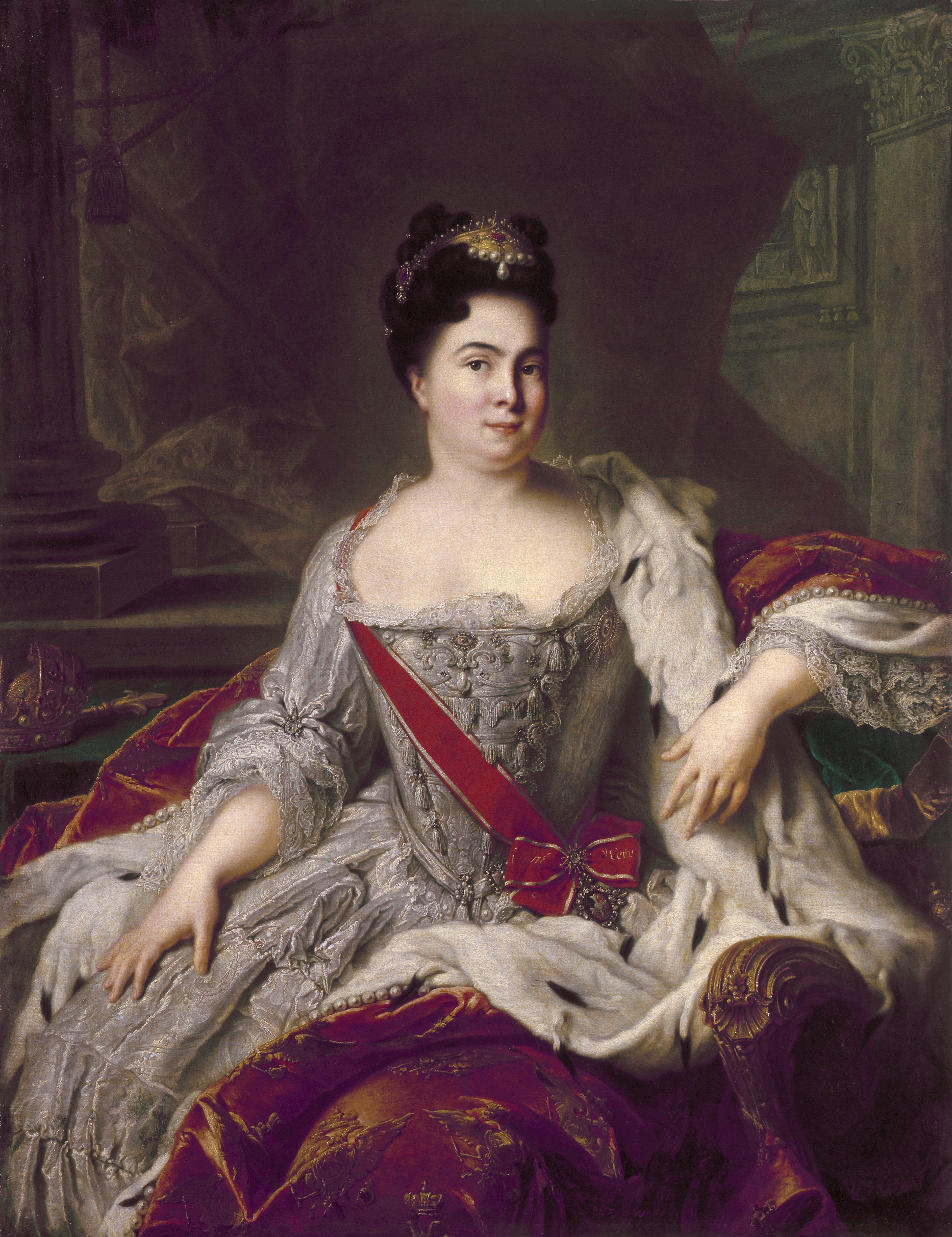
『エカチェリーナ1世』(1717)
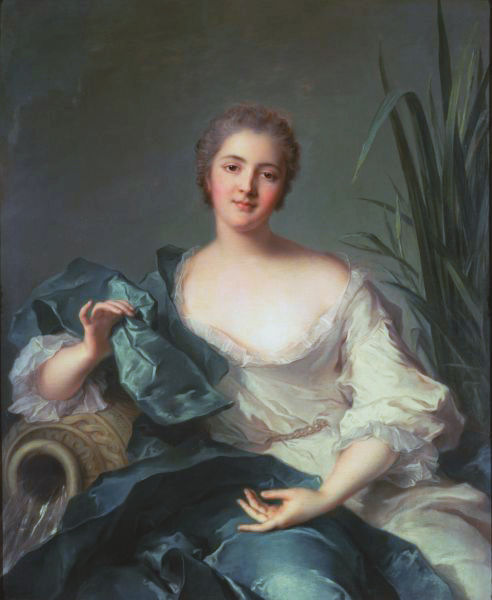
『マリ＝アンリエット＝ベルトレ・ド・プルヌフ夫人の肖像』(1739)
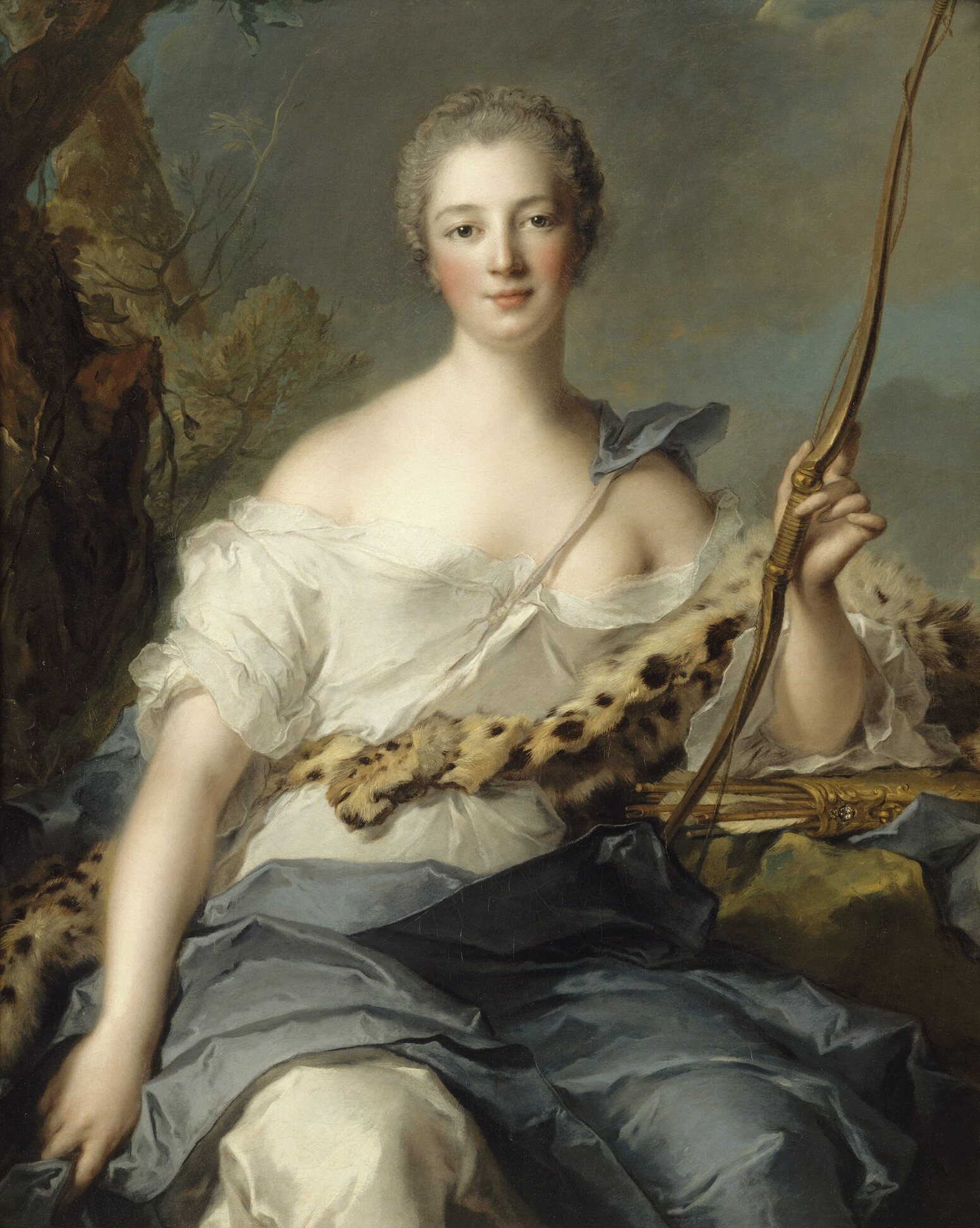
『ディアナに扮したポンパドゥール夫人』(1746)